# 중앙기상서

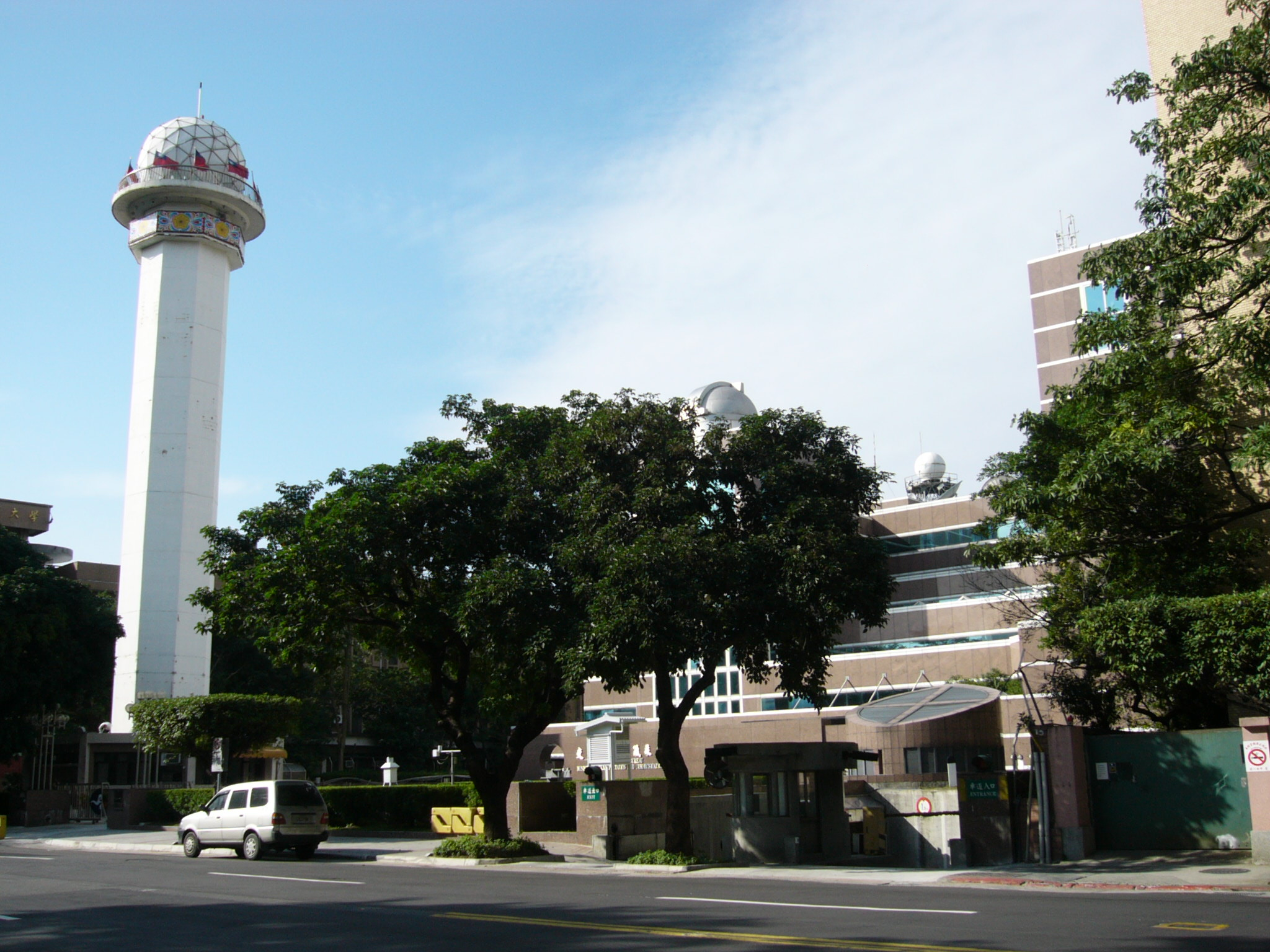
중앙기상국 본부

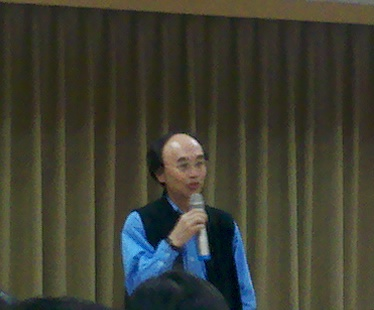
중앙기상국의 기관장 신재근의 모습

중앙기상서(중국어 정체자: 中央氣象署)은 중화민국의 기상청이다. 1941년에 설립되었으며, 1949년까지 충칭시에 본부가 있었다가, 국부천대로 인하여 1949년에 대만 타이베이시로 본부를 이전했다.
하는 일은 주로 지진학 연구와 지진 감지, 기상학과 천문학 연구 등이 있다. 현재 기관장은 Ming-Dean Cheng (鄭明典)이며, 상급기관은 중화민국 교통부이다.

## 본부
중앙기상국에는 다양한 분야의 본부가 존재한다.

### 날씨 예보 센터
날씨 예보 센터(중국어 정체자: 氣象預報中心, 병음: Qìxiàng Yùbào Zhōngxīn)는 일기 예보나, 여러 가지 날씨나 기상 정보를 담당하며, 태풍이나, 폭풍, 안개 등에 대한 자료 수집 등을 담당한다.

### 지진 센터
지진 센터(중국어 정체자: 地震測報中心, 병음: Dìzhèn Cèbào Zhōngxīn)는 1989년에 만들어진 중앙기상국의 본부이며, 대만의 지진 감지와 리포트, 쓰나미를 경고하는 역할을 한다. 지진 센터는 대만 전역에 150개의 지진 모니터링 스테이션을 가지고 있다.

### 해양 기상 센터
해양 기상 센터(중국어 정체자: 海象測報中心, 병음: Hǎixiàng Cèbào Zhōngxīn)는 1993년에 만들어진 중앙기상국의 본부이며, 해양 상태, 해수면, 해수면 온도와 같은 각종 해양 상태를 점검하는 역할을 한다.

### 기타 본부
- 기상 위성 센터(중국어 정체자: 氣象衛星中心, 병음: Qìxiàng Wèixīng Zhōngxīn)는 위성 정보를 분석하고 수신하는 역할을 한다.
- 천문대(중국어 정체자: 天文站, 병음: Tiānwén Zhàn)는 중앙기상국 휘하의 천문대이다.

## 같이 보기
- 중화민국 교통부

## 참고 자료
- https://web.archive.org/web/20130122100359/http://www.cwb.gov.tw/V7e/about/Brief_History.htm
- "南區氣象中心 (Southern Meteorological Center)" (in Chinese). Central Weather Bureau.
- "氣象博物館 (Meteorological Museum)" (in Chinese).
- "Brief History & Organization". Central Weather Bureau.
- "Missions". Central Weather Bureau. Retrieved 2009-08-08.
- "Weather Forecast Center" (PDF). Central Weather Bureau.
- 二十世紀(1901-2000)台灣地區災害性地震 (in Chinese). Central Weather Bureau. Retrieved 2009-07-17.
- "Seismological Center" (PDF). Central Weather Bureau.
- "Marine Meteorology Center" (PDF). Central Weather Bureau.
- "Meteorological Satellite Center" (PDF). Central Weather Bureau.